# 지구 타원체
지구타원체(earth ellipsoid)는 측지학, 천문학 및 지학에서 계산의 기준틀로 사용되며, 지구의 모양과 비슷한 회전타원체를 가리키는 말이다.
짧은 축(북극과 남극과 연결하는 축)이 대략 지구의 회전축에 근접하게 맞춰져 있는 가상의 회전 타원체이다. 지구 타원체는 적도반경 a와 극반경 b로 정의된다. 이는 지구 자전의 효과에 요인하며 적도반경(a)이 극반경(b)보다 긴 결과를 가져오게 되었다. 추가적인 매개변수에는 질량함수 J2(중력 공식과 일치한다.)와 회전주기(보통 86164초)가 있다.
국가마다 서로 다른 지구타원체를 사용하다가 WGS84로 통일화를 하였다. 대한민국은 기존 Bessel에서 2007년 1월 1일부터 WGS84와 비슷한 GRS80 체제로 법제화시켰다. 다만 특별히 법으로 정하는 경우에는 과거에 쓰던 Bessel 타원체를 사용할 수 있다.

## 구 타원면과 참고 타원면
지구 표면 곡률의 세계적 평균을 설명하는 데이터 집합을 '평균 지구 타원체'라고 부른다. 이것은 경도와 지오이드의 자오선 곡률 간의 이론적 일관성을 가리킨다.  후자는 평균 해수면에 가까우며, 그러므로 지구 타원체는 지오이드와 부피가 같다.

## 성질
회전타원체는 여러 가지 종류가 있다. 회전타원체의 특성은 장반경(a), 단반경(b), 이심률(편심률, e), 편평률(P) 등에 의해 정해진다.
{\displaystyle {\frac {x^{2}}{a^{2}}}+{\frac {y^{2}}{b^{2}}}=1,\quad P={\frac {a-b}{a}}=1-{\sqrt {1-e^{2}}},\quad e={\sqrt {\frac {a^{2}-b^{2}}{a^{2}}}}}
- 자오선 곡률반경 {\displaystyle M={\frac {a(1-e^{2})}{W^{3}}}\qquad \left(W={\sqrt {1-e^{2}\sin ^{2}\phi }}\right)} φ는 위도[6]
- 횡곡률 반경을 N이라 할 때 중등곡률 반경 {\displaystyle R={\sqrt {MN}}}

## 같이 보기
- 기준타원체
- 지오이드
- WGS84
- GRS80

## 참고 문헌
- 최용기; 박기용 (2015). 《토목기사 과년도 시리즈 - 측량학》. 성안당. ISBN 9788931568080.